# Charles Fleischer
Charles Jesse Fleischer (Washington, 27 agosto 1950) è un attore, doppiatore e comico statunitense.

## Biografia
Ha studiato recitazione al Goodman Theatre di Chicago, il ruolo che lo ha reso celebre è sicuramente quello come voce di Roger Rabbit nel famoso film del 1988 Chi ha incastrato Roger Rabbit.
In alcune occasioni ha suonato l'armonica con il gruppo Blues Traveler.
Nel 1977 ha sposato l'arredatrice d'interni Sheryl Stressman da cui ha avuto due figlie: Rachel (1980) e Jessica (1982). La coppia si è poi separata

## Filmografia parziale

### Cinema
- Nightmare - Dal profondo della notte (A Nightmare on Elm Street), regia di Wes Craven (1984)
- Basil l'investigatopo (1986) - voce
- Dovevi essere morta (Deadly Friend), regia di Wes Craven (1986) - voce
- Vivere nel terrore (Bad Dreams), regia di Andrew Fleming (1988)
- Chi ha incastrato Roger Rabbit (Who Framed Roger Rabbit), regia di Robert Zemeckis (1988) - voce
- Ritorno al futuro - Parte II (Back to the Future Part II), regia di Robert Zemeckis (1989)
- Dick Tracy, regia di Warren Beatty (1990)
- We're Back! - 4 dinosauri a New York (We're Back! A Dinosaur's Story), regia di Dick Zondag, Ralph Zondag, Phil Nibbelink e Simon Wells (1993) - Voce
- Il cavaliere del male (Demon Knight), regia di Gilbert Adler e Ernest R. Dickerson (1995)
- Rusty, cagnolino coraggioso (Rusty: A Dog's Tale), regia di Shuki Levy (1998)
- Balto - Il mistero del lupo (Balto II: Wolf Quest), regia di Phil Weinstein (2002) - Voce
- Balto - Sulle ali dell'avventura (Balto III: Wings of Change), regia di Phil Weinstein (2004) - Voce
- Polar Express, regia di Robert Zemeckis (2004) - voce
- Zodiac, regia di David Fincher (2007)

### Televisione
- Sugar Time (Sugar Time!) - serie TV, 3 episodi (1977-1978)
- Buon anno Topolino (Mickey's 60th Birthday), regia di Scot Garen - film TV (1988)
- The Weird Al Show - serie TV, 2 episodi (1997)
- Genio incompreso... ma non troppo (Genius), regia di Rod Daniel - film TV (1999)
- House of Mouse - Il Topoclub - serie TV, 2 episodi (2001-2002) - voce

## Doppiatori italiani
Nelle versioni in italiano delle opere in cui ha recitato, Charles Fleischer è stato doppiato da: 
- Eugenio Marinelli in Nightmare - Dal profondo della notte
- Mino Caprio in Vivere nel terrore
- Marco Mete in Buon anno Topolino
- Vittorio Stagni in Ritorno al futuro - Parte II
- Gerolamo Alchieri ne Il cavaliere del male
- Gianni Quillico in Rusty, cagnolino coraggioso
- Roberto Stocchi in Zodiac

Da doppiatore è sostituito da: 
- Pietro Ubaldi in Balto - Il mistero del lupo, Balto - Sulle ali dell'avventura
- Marco Mete in Chi ha incastrato Roger Rabbit (Roger Rabbit)
- Roberto Del Giudice in Chi ha incastrato Roger Rabbit (Benny il taxi)
- Willy Moser in Chi ha incastrato Roger Rabbit (Greasy)
- Mino Caprio in We're Back! - 4 dinosauri a New York